# Grimmeodendron eglandulosum
Grimmeodendron eglandulosum là một loài thực vật có hoa trong họ Đại kích. Loài này được (A.Rich.) Urb. mô tả khoa học đầu tiên năm 1908.